# TANK (protéine)
La protéine TANK, de l'anglais TRAF family member-associated NF-kappa-B activator, est une protéine qui, chez l'homme, est codée par le gène TANK,. Elle est présente dans le cytoplasme et est susceptible de se lier aux protéines TRAF1, TRAF2 et TRAF3, ce qui a pour effet d'inhiber ces facteurs de nécrose tumorale en les maintenant dans un état latent. 
La protéine TANK interagit avec les protéines TBK1,, IKBKE (en), TRAF2,,,, IKBKG (en) et TRAF3,.